# Токажев (Великопольське воєводство)
Токажев (пол. Tokarzew) — село в Польщі, у гміні Дорухув Остшешовського повіту Великопольського воєводства.
Населення — 285 осіб (2011).
У 1975-1998 роках село належало до Каліського воєводства.

## Демографія
Демографічна структура станом на 31 березня 2011 року:
|          | Загалом | Допрацездатний вік | Працездатний вік | Постпрацездатний вік |
| -------- | ------- | ------------------ | ---------------- | -------------------- |
| Чоловіки | 149     | 34                 | 104              | 11                   |
| Жінки    | 136     | 35                 | 77               | 24                   |
| Разом    | 285     | 69                 | 181              | 35                   |